# Barberena
Barberena é uma cidade da Guatemala do departamento de Santa Rosa. 